# Acharia stimulea
Acharia stimulea es una especie de Lepidoptera (un heterócero)  de la familia de los limacódidos, nativa de Norteamérica, distribuida en todo el este y parte de la región central. Se la encuentra en México y América Central, donde se la llama oruga ensillada. En Sudamérica en Colombia.[cita requerida]
Las orugas de estadios tempranos son algo gregarias y de color verde. Los estadios más tardíos tienen un vistoso diseño de marrón, verde y blanco. Están cubiertos de pelos o espinas urticantes que pueden producir irritación de la piel y aun náusea si se las toca. Los colores llamativos tienen una función aposématica, anunciando que son peligrosos. Se alimentan en una variedad de plantas de muchas familias diferentes.
En Norteamérica los adultos emergen y se aparean entre junio y agosto. En las zonas más templadas del sur este período es más largo. Son de color castaño oscuro sedoso con unos pocos puntitos blancos y aspecto aterciopelado. La envergadura de las alas mide 26–43 mm. Las hembras son más grandes que los machos.

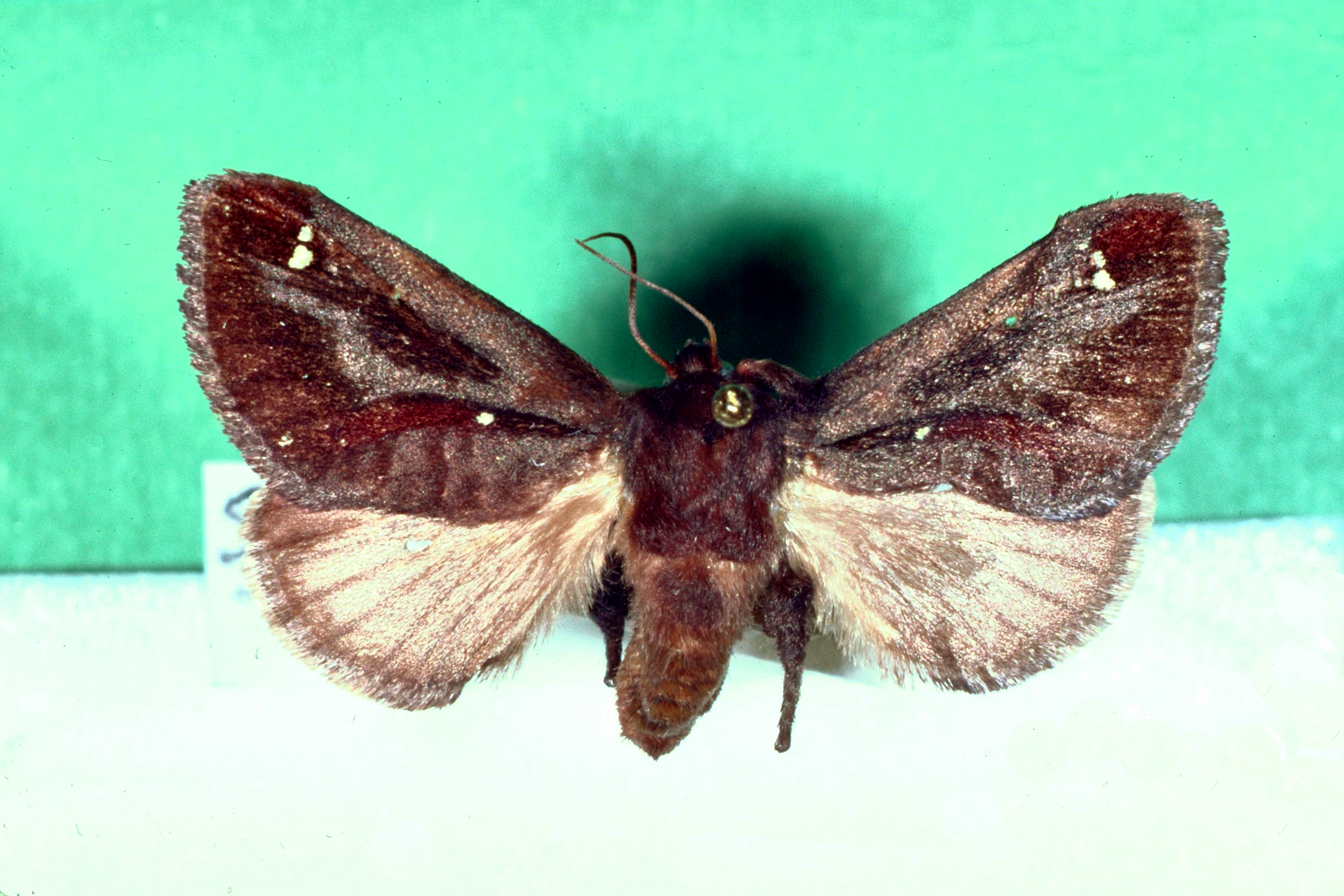
Imago